# باشگاه بسکتبال لوله آ. اس. شیراز
باشگاه بسکتبال لوله آاس شیراز یک باشگاه بسکتبال ایرانی است که در شهر شیراز قرار دارد. این تیم در لیگ برتر بسکتبال ایران حضور دارد. فیلم مستند برای بازی بازیکن آمریکایی کویین شپارد در این تیم ساخته شد  و مدتها بحث محافل هنری هنری سیاسی بود.

## اسامی بازیکنان تیم در فصل ۱۳۹۵
| شماره | بازیکن         | نقش | قد (m) |
| ۸     | امیرالله وردی  |     |        |
| ۹     | حمزه آقاجاری   |     |        |
| ۱۰    | بابک نظافت     |     |        |
| ۱۲    | سامان طاهر پور |     |        |
| ۱۶    | شایان پورکاوه  |     |        |
| ۱۱    | رضا رنجبر      |     |        |
| ۴     | وحید قهرمانی   |     |        |
| ۶     | سروش دهقان     |     |        |
| ۱۴    | مصطفی رضایی    |     |        |
| ۷     | محسن رضایی     |     |        |
| ۱۷    | محمد علی قدرتی |     |        |

| نقش    | نام             |
| ------ | --------------- |
| سرمربی | مهدی دوانی زاده |

## بازیکنان برجسته
- علی دورقی
- ایمان زندی
- ووسی سویک
- وایتاری ماش
- کوین شپارد